# Криворізький цементний завод
ПрАТ "Кривий Ріг Цемент" — завод із виробництва цементу у м. Кривий Ріг. Розташований у Металургійному районі міста.

## Історія
Криворізький цементний створено в 1952 р. Основна діяльність — виробництво цементу. Тут використовують сухий спосіб виробництва цементу. Має 4 цементні млини відкритого циклу. Завод спеціалізується на виробництві шлакових типів цементу. Використовує шлаки та інші відходи металургійної індустрії Криворізького регіону.
З 1958 року на заводі використовується сировина Жовтокам'янського кар'єру: вапняк і глина. Кар'єр розташований за 70 км від заводу. Доставка сировини здійснюється залізничним транспортом. За час свого існування підприємство було двічі реконструйовано. У грудні 1982 року була введена в експлуатацію нова технологічна лінія, що працює по сухому способу виробництва. Тут знаходиться єдина в Україні обертова піч із циклонним теплообмінником і декарбонізатор. Для дозування сировинної суміші побудовано дозувальне відділення (блок) із шістьма бункерами і ваговими стрічковими живильниками фірми «Schenk». З 1991 року застарілі, енергоємні технологічні лінії виведені з експлуатації.
З 2001 по 2019 рік завод входить до складу Групи HeidelbergCement.
У 2019 році власником заводу стала українська інвестиційна компанія Concorde Capital.
Адреса: Кривий Ріг, вулиця Акціонерна 1.